# Sers (Charente)
Sers is een gemeente in het Franse departement Charente (regio Nouvelle-Aquitaine) en telt 749 inwoners (2008). De plaats maakt deel uit van het arrondissement Angoulême.

## Geografie
De oppervlakte van Sers bedraagt 14,1 km², de bevolkingsdichtheid is 49,9 inwoners per km².
De onderstaande kaart toont de ligging van Sers (Charente) met de belangrijkste infrastructuur en aangrenzende gemeenten.

## Demografie
Onderstaande figuur toont het verloop van het inwonertal (bron: INSEE-tellingen).